# Coreano-americani
I coreano-americani  (in inglese: Koreann Americans, in coreano: Hangukgye Migukin, Hangŭl:한국계 미국인, Hanja:  	韓國系美國人) sono gli statunitensi di origine coreana, per lo più della Corea del Sud.
La comunità coreano-americana comprende circa lo 0,6% della popolazione degli Stati Uniti, ed è il quinto sottogruppo asiatico più grande con i suoi 1,7 milioni di persone, dopo i cino-americani, i filippino-americani, gli indoamericani, e i vietnamita-americani.
La comunità statunitense è la più grande comunità coreana all'estero dopo quella della Cina.

## Demografia
Secondo il censimento del 2010, ci sono approssimativamente 1,7 milioni di persone residenti negli Stati Uniti.
I dieci stati con la più grande popolazione coreano-americana sono: la California (452.000; 1,2%), New York (141.000, 0,7%), New Jersey (94.000, 1,1%), Virginia (71.000, 0,9%), Texas (68.000, 0.3%), Washington (62,400, 0.9%), Illinois (61.500, 0,5%), Georgia (52.500, 0,5%), Maryland (49.000, 0,8%), e Pennsylvania (41.000, 0,3%). Le Hawaii sono lo stato con la più alta concentrazione di coreano-americani in rapporto alla popolazione dello stato, con l'1,8%, equivalente a 23.200 persone.

## Religione
I coreano-americani hanno una storica eredità cristiana, particolarmente di professione protestante. Tra il 70<5 e l'80% si professa di religione cristiana di cui il 40% fa parte di immigrati che non erano cristiani al tempo del loro arrivo negli Stati Uniti.
Vi sono circa 4000 chiese cristiane coreane negli Stati Uniti.
La chiesa presbiteriana coreo-americana e la chiesa presbiteriana in America fanno parte della chiesa presbiteriana in Corea ma la più grande di cui fanno parte è la Chiesa presbiteriana degli Stati Uniti.